# Asteroid Terrestrial-impact Last Alert System
Das Asteroid Terrestrial-impact Last Alert System (ATLAS) ist ein automatisches astronomisches Frühwarnsystem für Asteroiden und deren mögliche Einschläge. Es wurde vom Institut für Astronomie der Universität Hawaii gegründet und wird von der Universität, der NASA und durch Spenden finanziert.

## Geschichte
Nachdem im Jahr 2008 der Asteroid 2008 TC3 die Erde getroffen hatte und 2009 ein ca. 10 m großer Asteroid mit einer Sprengkraft von 50 kT über Indonesien in der Atmosphäre explodiert war, kam es zu einem Umdenken bei der NASA. Sie beobachtete bis dahin nur Objekte, die einen Durchmesser von mehr als 140 Meter hatten und weiter entfernt von der Erde waren. 2010 wurde entschieden, dass diese Risiken minimiert werden müssen und ein System für die Entdeckung kleinerer Objekte geschaffen werden muss, um eine Vorwarnung zu möglichen Einschlägen zu erhalten. Die ersten Entwürfe für ATLAS stammen von John L. Tonry. Er und Larry Denneau, verantwortlich für die Entwicklung der Software, waren auch an der Entwicklung von Pan-STARRS beteiligt.
2011 begann die Universität Hawaii mit dem Design, Betrieb und Konstruktion von ATLAS. Die Universität wandte sich wegen der Finanzierung an die NASA. 2012 erteilte die NASA eine Zusage für die Finanzierung über 5 Mio. Dollar über 5 Jahre. Im Mai 2015 wurde das erste Teleskop auf dem Haleakala in Betrieb genommen. Im März 2017 wurde das zweite Teleskop auf Maunaloa in Betrieb genommen. Die Budget-Schätzung für alle Near-Earth Object Observations (NEOO) im Jahr 2024 lag bei 41 Mio. US-Dollar. Die Vorwarnzeit bei kleinen Objekten ist mit einem Tag angegeben, bei großen drei Wochen.
Am Betrieb und Forschung sind weitere Institutionen beteiligt wie die Queen’s University Belfast, the Space Telescope Science Institute, Instituto de Astrofísica de Canarias (IAC), Obstech Chile und South African Astronomical Observatory.

## Observatorien
Auf den Hawaii-Inseln befinden sich die beiden Observatorien Haleakala (ATLAS-HKO, Observatoriumscode T05) und Mauna Loa (ATLAS-MLO, Observatoriumscode T08). Ein weiteres Observatorium befindet sich im Sutherland-Observatorium (ATLAS–SAAO, Observatoriumscode M22) in Südafrika und eines im El-Sauce-Observatorium in Rio Hurtado (Chile) (ATLAS-CHL, Observatoriumscode W68). Auf dem Teide (kanarische Inseln) wurde 2021 ein Prototyp geplant und 2022 als ATLAS-P (ATLAS-Prototype) in den Testbetrieb genommen. 2025 wurde das ATLAS-Teide als fünftes Observatorium fertiggestellt und in Betrieb genommen (ATLAS-TDO, Obersvatoriumscode R17). Ziel sind sechs oder mehr Observatorien auf dem Globus, um so die Beobachtungslücken während der Sonnenstunden zu reduzieren.
Die Europäische Weltraumorganisation (ESA) hat ein eigenes Projekt Space Safety mit einem neuen Teleskop mit dem Namen FLYEYE TELESCOPE bzw. Near Earth Object Survey TELescope (NEOSTEL).

## Technik
Die Teleskope in Hawaii, Chile und Südafrika bestehen aus vier 50-cm-Schmidt-Teleskopen/Schmidt-Kameras, die eine 50-cm-Korrekturplatte (Folie), einen 65 cm messenden sphärischen Primärspiegel, eine 3-Feld-Komakorrektur-Linse, ein f/D=2.0-Objektiv und zwei Breitband Filter cyan (g+r) und orange (r+i) haben. Jedes Teleskop ist mit einer 110-Mpix-CCD-ACAM-Kamera (Auxiliary-port CAMera) ausgestattet. Der Entwurf stammt von der Universität Hawaii, das Design und der Bau wurden durch DFM Engineering Inc. durchgeführt. Die Teleskope machen nach 10 Minuten ein weiteres Bild von einem vorher fotografierten Bereich. Das System produziert 150 GByte pro Nacht an Daten.
Das Teide-Teleskope wurde mit commercial off-the-shelf (COTS) Komponenten gebaut. Die Ausschreibung gewann die Firma Baader Planetarium GmbH. Das System besteht aus vier parallaktischen Direktantriebs-Montierungen. Darauf montiert sind je vier Celestron-RASA-11"-Teleskope, die mit einer hochempfindlichen, gekühlten CMOS-Kamera inklusive FC-Filterschubladen und UV/IR-Filtern ausgestattet sind. Die Fokussierung wird durch Motoren gesteuert. Dieses System produziert 120 MByte/s an Bildern und bearbeitet die Bilder on-the-fly, bevor die ATLAS-Software sie auswertet. Das System wird durch eine selbstgeschriebene Software auf Linux-Basis für die Kamerasteuerung und dem ASCOM-ALPACA-Standard für Focus und Steuerung der Montierungsarme betrieben. Das System ist in einem Gebäude mit wegrollbarem Tonnendach untergebracht.

## Daten
Die Photometriedaten sind gegen Anmeldung über die Server der Webseite zugänglich. Sie können für wissenschaftliche und private Zwecke genutzt werden, es muss lediglich die Quelle zitiert werden. Es steht eine REST API und deren Beschreibung zur Verfügung.

## Entdeckungen
| Typ                               | Anzahl | Beispiele                                                 |
| --------------------------------- | ------ | --------------------------------------------------------- |
| Erdnahe Asteroiden                | 1238   | 2024 YR4, 2019 MO (verglüht), 2018 LA (verglüht), 2018 AH |
| Potenziell gefährliche Asteroiden | 110    |                                                           |
| Kometen                           | 106    | C/2019 Y4 (ATLAS)                                         |
| Supernovae                        | 4838   |                                                           |
| Interstellares Objekt             | 1      | 3I/ATLAS = C/2025 N1 (ATLAS)                              |

Eine komplette Liste ist online über die Webseite der Supernova Working Group verfügbar (siehe Weblinks). Durch die Automatisierung zählt das ATLAS-Projekt zu den Top-3-Berichtsgruppen.
Die Entdeckungen werden automatisch und sofort an das Minor Planet Center (MPC) gemeldet. Die sofortige Meldung erfolgt, damit andere Observatorien die entdeckten Objekte beobachten können, da das ATLAS System weiter den Himmel absucht. Sollte ein entdecktes Objekt eine ungewöhnliche oder schwierig vorherzusagende Flugbahn haben, wird die Beobachtung automatisiert an eines der weiteren ATLAS Teleskope übermittelt, um so mehr Beobachtungsdaten zu erhalten und das wieder auffinden für andere Observatorien zu erleichtern.
Neben der Suche nach Asteroiden wird mit ATLAS auch nach Zwergplaneten, Supernova-Explosionen und Lichtblitzen gesucht. Sie entstehen, wenn ein Stern von einem Supermassiven Schwarzen Loch in einer fernen Galaxie verschlungen wird.
Im Juli 2025 wurde vom El-Sauce-Observatorium in Rio Hurtado ein möglicher Kandidat für ein drittes interstellares Objekt entdeckt, die vorläufige Kennung lautete A11pl3Z, offiziell wurde es 3I/ATLAS = C/2025 N1 (ATLAS) benannt und am 3. Juli 2025 als interstellares Objekt deklariert.